# Antonio Zatta
Antonio Zatta (1757. − Venecija, 1797.), talijanski kartograf i graver koji je djelovao u Veneciji koncem 18. stoljeća.
Kartografijom se aktivno počinje baviti tijekom 1770-ih godina kada izrađuje brojne zemljovide, a kapitalno djelo mu je atlas Atlante novissimo iz 1779. godine. Njegovi suradnici bili su venecijanski graveri G. Pitteri, G. V. Pasquali i G. Zuliani. Krajevi Hrvatske pojavljuju se na dva Zattina zemljovida − La Croazia, Bosnia, e Servia iz 1782. koji prikazuje kontinentalnu unutrašnjost, te Dalmazia Veneta iz 1784. godine s jadranskom obalom.

## Opus
- L'Augusta Ducale Basilica Dell'Evangelista San Marco (1761.)
- Il Maryland, il Jersey Meridionale, la Delaware e la parte orientale della Virginia, e Carolina Settentrionale (1778.)
- Il paese de' Cherachesi, con la parte occidentale della Carolina Settentrionale, e della Virginia (1778.)
- Il paese de' selvaggi Outagamiani, Mascoutensi, Illinesi, e parti delle VI. Nazioni (1778.)
- Il paese de' selvaggi Outauacesi, e Kilistinesi intorno al Lago Superiore (1778.)
- L'Acadia, le Provincie di Sagadahook e Main, la Nuova Hampshire, la Rhode Island, e parte di Massachusset e Connecticut (1778.)
- La Baja d'Hudson, terra di Labrador e Groenlandia con le isole adiacenti di nuova projezione (1778.)
- La Giammaica (1778.)
- La parte occidentale della Nuova Francia o Canada (1778.)
- La Pensilvania, la Nuova York, il Jersey Settentrio[na]le con la parte occidentale del Connecticut, Massachusset-s-bay e l'Irochesia (1778.)
- Le colonie unite dell' America settentrle (1778.)
- Le isole di Terre Nuova e Capo Breton di nuova projezione (1778.)
- Luigiana Inglese, colla parte occidentale della Florida, della Giorgia, e Carolina Meridonale (1778.)
- Parte Orientale del Canadá, Nuova Scozia settentrionale, e parte di Labrador (1778.)
- Parte Orientale della Florida, della Giorgia e Carolina Meridionale (1778.)
- Storia dell' America Settentrionale (1778.)
- Atlante novissimo (1779.)
- Il Regno di Napoli diviso nelle sue Provincie (1782.)
- La Croazia, Bosnia, e Servia (1782.)
- Dalmazia Veneta (1784.)

## Poveznice
- Povijest kartografije

## Vanjske poveznice
- (engl.) The Christina Gallery: Antonio Zatta

Ostali projekti
|  | Zajednički poslužitelj ima još gradiva o temi Antonio Zatta |